# شون إستس
شون إستس (بالإنجليزية: Shawn Estes)‏ هو لاعب كرة قاعدة أمريكي، ولد في 18 فبراير 1973 في سان بيرناردينو في الولايات المتحدة.

## وصلات خارجية
- شون إستس على موقع دوري كرة القاعدة الرئيسي (الإنجليزية)
- شون إستس على موقعبيزبول رفرنس.كوم (الدوري الرئيسي) (الإنجليزية)
- شون إستس على موقعبيزبول رفرنس.كوم (الدوري الثانوي) (الإنجليزية)
- شون إستس على موقع إي إس بي إن.كوم (أم.أل.بي) (الإنجليزية)
- شون إستس على موقع مشجعي الرسوم البيانية (الإنجليزية)